# تپه غازان بیگ
تپه غازان بیگ مربوط به دوره اشکانیان - دوره ساسانیان است و در شهرستان درگز، روستای غازان بیگ واقع شده و این اثر در تاریخ ۲۳ فروردین ۱۳۴۶ با شمارهٔ ثبت ۶۷۲ به‌عنوان یکی از آثار ملی ایران به ثبت رسیده‌است.